# 安圭拉旗幟
安圭拉旗幟為藍地，左上部分是英國國旗，旗幟右側為安圭拉國徽。國徽內有三只海豚，分別象征友誼、智慧和力量。

## 歷代旗幟
- 英屬背風群島
1871年-1956年
- 西印度群島聯邦
1958年-1962年
- 聖克里斯多福-尼維斯-安圭拉
1962年-1967年
- 安圭拉共和國
1967年
- 安圭拉共和國
1967年-1969年
- 聖克里斯多福-尼維斯-安圭拉
1969年-1971年
- 安圭拉
1971年至今

## 外部連結
- 世界旗帜网（FOTW）的安圭拉